# 아넬레 응콩카
캘빈 아넬레 응콩카(영어: Calvin Anele Ngcongca, 1987년 10월 21일 ~ 2020년 11월 23일)는 남아프리카 공화국의 전 축구 선수이다.
2020년 11월 23일 콰줄루나탈주에서 N2고속도로에서 교통사고로 사망하였다.

## 우등
- 헹크
- 벨기에 컵: 2008-09, 2012-13
- 벨기에 프로 리그: 2010-11
- 벨기에 슈퍼컵: 2011

### 마멜로디 선다운스
PSL
- 우승자(3명): (2017-18, 2018-19, 2019-20)

### 네드뱅크 컵
- 우승자: (2019-20)

텔콤 녹아웃
- 우승자: (2019)